# Helmut Kassner (Musiker)
Helmut Kassner (* 17. November 1960 in Giarmata, Rumänien) ist ein deutscher Musiklehrer, Trompeter, Orchesterleiter und Komponist.

## Werdegang
Helmut Kassner stammt aus einer Familie, deren Existenz im banatschwäbischen Dorf Jahrmarkt/Giarmata bis um das Jahr 1800 nachweisbar ist. In der Familie, die aus der österreich-ungarischen Zeit den Familiennamen Kaszner trug, gab es in den letzten drei Generationen mehrere Musiker. 1956 gründete Johann Kaszner sen. (1927–2008) eine im Banat erfolgreiche Musikkapelle. Dessen Söhne Helmut und Johann Kaszner wurden beide Berufsmusiker mit ähnlichem Werdegang.
Helmut Kassner bekam seine ersten Musikkenntnisse von seinem Vater vermittelt. Nach der Grundschule im Heimatort besuchte er ab der 5. Klasse das Musiklyzeum „Ion Vidu“ in Temeswar/Timișoara und anschließend das Konservatorium „Gheorghe Dima“ in Klausenburg/Cluj-Napoca, Studienfach Trompete. 1982 unterbrach er sein Studium an dieser Musikhochschule und flüchtete zusammen mit seinem Bruder aus dem kommunistischen Rumänien nach Deutschland. Hier setzte er sein Studium an der Hochschule für Musik Karlsruhe fort. 1992 beendete er es mit einem „sehr gut“ bei Adolf Weresch.
Helmut Kassner hatte einen Aushilfsvertrag als 1. Trompeter beim Pfalztheater Kaiserslautern, spielte als Aushilfstrompeter beim Badischen Staatstheater Karlsruhe und in der Württembergischen Philharmonie Reutlingen. Er besetzt oft auch das Pult für den 1. Trompeter in den in Stuttgart laufenden Musicals „Miss Saigon“, „Die Schöne und das Biest“, „Cats“, „Tanz der Vampire“, „Das Phantom der Oper“, „42 Second Street“, „Elisabeth“, „Die drei Musketiere“ sowie „The Best of Musicals on Tour“. Bei Ernst Hutter & Die Egerländer Musikanten spielt er das 1. Flügelhorn und hat schon ab 1990 unter Ernst Mosch musiziert. Auch in den Kapellen von Michael Klostermann und Roland Kohler spielte Kassner mit. Ferner spielt er klassische Bläsermusik in verschiedenen Besetzungen und hat auch in dem von seinem Bruder in den 1980er Jahren gegründeten Tanzorchester Das Schwabenecho mitgewirkt. Als Trompeter produzierte er eine eigene CD.
Er lehrt an der Musikschule Ehingen (Donau) und in der Blasmusik des TSV Sondelfingen sowie im Musikverein Öpfingen. Bis 2012 dirigierte Helmut Kassner das Blasorchester des Musikvereins Dusslingen. Helmut Kassner komponiert auch und betätigt sich als Arrangeur. Seine Stücke stehen in der Tradition der schon von Ernst Mosch geprägten böhmischen Blasmusik. Sie sind von Ernst Hutter & Die Egerländer Musikanten auf Tonträgern eingespielt und werden auch von anderen Blaskapellen gespielt.
Helmut Kassner lebt in Reutlingen, Baden-Württemberg.

## Werke
- Ein Lied für dich (für Solotrompete)
- Gruß an Oberkrain (Polka)
- Tango der Liebe (für Solotrompete)
- Zwischen den Bergen (für Solotrompete)
- Frühlingserwachen (Walzer)
- Gruß an die Heimat (Polka)
- Mein schönes Egerland (Polka)
- Genieß‘ dein Leben jeden Tag (Polka)

## Tonträger
- Helmut Kassner & Freunde: Trompetengrüße; ALPANA Musik & Film; CD 28046
- Die Egerländer Musikanten – Das Original: Blasmusik im Herzen; Koch Musikverlage, 2001; MC/CD 224./324.760
- Ernst Hutter & Die Egerländer Musikanten: Mitten ins Herz; Echo Musikverlag, 2003; CD 06024 9809869
- Ernst Hutter & Egerländer Musikanten: Star-Edition; Koch Universal Music, 2007; CD 06025 1720383
- Ernst Hutter & Die Egerländer Musikanten: Böhmisches Gold (CD2); Koch Universal Music, 2008; CD 06025 1753457
- Ernst Hutter & Die Egerländer Musikanten: Lebensfreude; Koch Universal Music, 2010; CD 06025 2748124
- Ernst Hutter & Die Egerländer Musikanten: Bleib Dir Treu !; HutterMusic, 2010; MHU 001